# Championnat du monde masculin de handball 1974
Navigation
France 1970 Danemark 1978
Le championnat du monde masculin de handball a lieu du 28 février au 10 mars 1974 en République démocratique allemande. C'est la huitième édition de cette épreuve.
Comme quatre ans plus tôt, les équipes de Roumanie et de la Allemagne de l'Est s'affrontent en finale et une nouvelle fois les Roumains l'emportent, s'adjugeant après 1961, 1964 et 1970 leur quatrième titre de champion du monde. Ni la Yougoslavie, championne olympique à Munich, ni l'URSS, ni donc la RDA, évoluant pourtant devant son public, n'ont réussi à battre le champion sortant.
La formule du tournoi a fait, qu'après un tour éliminatoire facile, les Roumains, opposés successivement au Danemark et à la Tchécoslovaquie lors du tour principal n'ont jamais été réellement sollicités avant la finale. Par contre, la RDA, dès le tour éliminatoire, dut s'employer contre l'URSS (15-15) et puiser dans ses réserves au tour principal pour battre la Yougoslavie (19-17) avant de jouer la finale.
Le classement final fait apparaître une progression très sensible des pays du bloc de l'Est : 
- les sept premières équipes viennent de l'Est. Seule la Bulgarie, placée dans une poule difficile, n'a pu accéder au tour principal.
- Le seul représentant des pays de l'Ouest dans les huit premiers est le Danemark, classé quatrième en 1970 à Paris. Encore faut-il noter qu'au tour éliminatoire, dans la poule A, figuraient également la République Fédérale Allemande et l'Islande : il était donc certain qu'au moins un pays de l'ouest accéderait au tour final. On note par ailleurs un fléchissement très net des deux grands représentants des pays de l'Ouest : la République Fédérale Allemande et la Suède. Cette dernière ne doit sa dixième place qu'à une « victoire » sur la Roumanie. Si la logique sportive avait été respectée, c'est l'Espagne qui restait en course en poule de consolation et la Suède était purement et simplement éliminée.
- Malgré un jeu fondé sur la vivacité, le risque, le Japon, par manque relatif de gabarits, ne réussit pas à gravir des échelons supplémentaires dans la hiérarchie mondiale.

## Présentation

### Qualifications
Le 28 février 1973, le tirage au sort des tournois de qualification qui concerne 34 fédérations se déroule à Berlin. Les groupes et, en gras, le qualifié sont les suivants :
- Europe 1 :  Danemark,  Luxembourg,  Belgique
- Europe 2 :  Islande,  France,  Italie
- Europe 3 :  Norvège,  Bulgarie,  Finlande
- Europe 4 :  Pologne,  Suisse,  Pays-Bas
- Europe 5 :  Espagne,  Autriche,  Portugal
- Asie :  Japon,  Israël
- Amérique :  États-Unis,  Canada,  Argentine,  Mexique,  Brésil
- Afrique :  Tunisie,  Égypte,  Algérie,  Guinée

| Nombre | Moyen de qualification                | Qualifié(s)                                                                            |
| ------ | ------------------------------------- | -------------------------------------------------------------------------------------- |
| 1      | Organisateur                          | Allemagne de l'Est                                                                     |
| 1      | Championnat du monde 1970             | Roumanie                                                                               |
| 6      | Jeux olympiques 1972                  | Yougoslavie, Tchécoslovaquie, Union soviétique, Allemagne de l'Ouest, Suède et Hongrie |
| 5      | Tournois de qualification européen    | Danemark, Islande, Bulgarie, Pologne et Espagne                                        |
| 1      | Tournoi de qualification asiatique    | Japon                                                                                  |
| 1      | Tournoi de qualification africain     | Algérie                                                                                |
| 1      | Tournoi de qualification panaméricain | États-Unis                                                                             |

En cas de forfait, les pays suivants ont désignés comme remplaçants par la Fédération internationale de handball : la Tunisie pour la zone africaine, l'Argentine pour la zone américaine, la Norvège (n°1) et la France (n°2) pour la zone européenne.

### Sites et groupes
La Fédération internationale de handball a désigné les villes suivantes pour les groupes du tour préliminaire :
- Groupe A (Tchécoslovaquie, RFA, Islande et Danemark) à Karl-Marx-Stadt, Gera et Erfurt
- Groupe B (Roumanie, Suède, Pologne et Espagne) à Schwerin, Rostock et Wismar
- Groupe C (RDA, URSS, Etats-Unis et Japon où Israël) à Berlin-Est et Brandebourg
- Groupe D (Yougoslavie, Hongrie, Bulgarie et Algérie) à Halle, Magdebourg et Dessau.

Pour le tour principal, les matchs ont lieu :
- Groupe 1 : Halle, Karl-Marx-Stadt et Schwerin
- Groupe 2 : Schwerin, Magdebourg, Berlin-Est et Dessau
- Poule de classement : Erfurt, Wismar, Magdebourg, Gera, Halle et Dessau.

Enfin, les finales se tiennent à Berlin-Est dans la Werner-Seelenbinder-Halle (de).

## Tour préliminaire

### Légende
- Qualifiée pour le tour principal.
- Qualifiée pour la poule de classement.
- Éliminée.

### Groupe A
| \| \| Équipe \| Pts \| J \| G \| N \| P \| Bp \| Bc \| Diff \| \| - \| -------------------- \| --- \| - \| - \| - \| - \| -- \| -- \| ---- \| \| 1 \| Tchécoslovaquie \| 6 \| 3 \| 3 \| 0 \| 0 \| 58 \| 38 \| 20 \| \| 2 \| Danemark \| 4 \| 3 \| 2 \| 0 \| 1 \| 43 \| 44 \| -1 \| \| 3 \| Allemagne de l'Ouest \| 2 \| 3 \| 1 \| 0 \| 2 \| 44 \| 45 \| -1 \| \| 4 \| Islande \| 0 \| 3 \| 0 \| 0 \| 3 \| 48 \| 66 \| -18 \| | - Tchécoslovaquie - Islande 25-15 - Allemagne - Danemark 11-12 - Tchécoslovaquie - Danemark 16-12 - Allemagne - Islande 22-16 - Tchécoslovaquie - Allemagne 17-11 - Islande - Danemark 17-19 |     |   |   |   |   |    |    |      |
| | Équipe | Pts | J | G | N | P | Bp | Bc | Diff |
| 1 | Tchécoslovaquie | 6   | 3 | 3 | 0 | 0 | 58 | 38 | 20   |
| 2 | Danemark | 4   | 3 | 2 | 0 | 1 | 43 | 44 | -1   |
| 3 | Allemagne de l'Ouest | 2   | 3 | 1 | 0 | 2 | 44 | 45 | -1   |
| 4 | Islande | 0   | 3 | 0 | 0 | 3 | 48 | 66 | -18  |

### Groupe B
| \| \| Équipe \| Pts \| J \| G \| N \| P \| Bp \| Bc \| Diff \| \| - \| -------- \| --- \| - \| - \| - \| - \| -- \| -- \| ---- \| \| 1 \| Roumanie \| 4 \| 3 \| 2 \| 0 \| 1 \| 57 \| 45 \| 12 \| \| 2 \| Pologne \| 4 \| 3 \| 2 \| 0 \| 1 \| 55 \| 43 \| 12 \| \| 3 \| Suède \| 2 \| 3 \| 1 \| 0 \| 2 \| 44 \| 53 \| -9 \| \| 4 \| Espagne \| 2 \| 3 \| 1 \| 0 \| 2 \| 41 \| 56 \| -15 \| | - Roumanie - Pologne 18-14 - Suède - Espagne 14-15 - Roumanie - Espagne 21-11 - Suède - Pologne 10-20 - Roumanie - Suède 18-20 - Pologne - Espagne 21-15 |     |   |   |   |   |    |    |      |
| | Équipe | Pts | J | G | N | P | Bp | Bc | Diff |
| 1 | Roumanie | 4   | 3 | 2 | 0 | 1 | 57 | 45 | 12   |
| 2 | Pologne | 4   | 3 | 2 | 0 | 1 | 55 | 43 | 12   |
| 3 | Suède | 2   | 3 | 1 | 0 | 2 | 44 | 53 | -9   |
| 4 | Espagne | 2   | 3 | 1 | 0 | 2 | 41 | 56 | -15  |

À noter la défaite, sans conséquence, de la Roumanie face à la Suède.

### Groupe C
| \| \| Équipe \| Pts \| J \| G \| N \| P \| Bp \| Bc \| Diff \| \| - \| ------------------ \| --- \| - \| - \| - \| - \| -- \| --- \| ---- \| \| 1 \| Allemagne de l'Est \| 5 \| 3 \| 2 \| 1 \| 0 \| 81 \| 45 \| 36 \| \| 2 \| Union soviétique \| 5 \| 3 \| 2 \| 1 \| 0 \| 80 \| 44 \| 36 \| \| 3 \| Japon \| 2 \| 3 \| 1 \| 0 \| 2 \| 63 \| 74 \| -11 \| \| 4 \| États-Unis \| 0 \| 3 \| 0 \| 0 \| 3 \| 43 \| 104 \| -61 \| | - Allemagne de l'Est - Japon 31-16 - URSS - États-Unis 40-11 - Allemagne de l'Est - États-Unis 35-14 - URSS - Japon 25-18 - Allemagne de l'Est - URSS 15-15 - Japon - États-Unis 29:18 |     |   |   |   |   |    |     |      |
| | Équipe | Pts | J | G | N | P | Bp | Bc  | Diff |
| 1 | Allemagne de l'Est | 5   | 3 | 2 | 1 | 0 | 81 | 45  | 36   |
| 2 | Union soviétique | 5   | 3 | 2 | 1 | 0 | 80 | 44  | 36   |
| 3 | Japon | 2   | 3 | 1 | 0 | 2 | 63 | 74  | -11  |
| 4 | États-Unis | 0   | 3 | 0 | 0 | 3 | 43 | 104 | -61  |

### Groupe D
| \| \| Équipe \| Pts \| J \| G \| N \| P \| Bp \| Bc \| Diff \| \| - \| ----------- \| --- \| - \| - \| - \| - \| -- \| -- \| ---- \| \| 1 \| Yougoslavie \| 6 \| 3 \| 3 \| 0 \| 0 \| 81 \| 47 \| 34 \| \| 2 \| Hongrie \| 4 \| 3 \| 2 \| 0 \| 1 \| 67 \| 46 \| 21 \| \| 3 \| Bulgarie \| 2 \| 3 \| 1 \| 0 \| 2 \| 55 \| 60 \| -5 \| \| 4 \| Algérie \| 0 \| 3 \| 0 \| 0 \| 3 \| 38 \| 88 \| -50 \| | - Yougoslavie - Bulgarie 25-17 - Hongrie - Algérie 30-10 - Yougoslavie - Algérie 35-12 - Hongrie - Bulgarie 19-15 - Yougoslavie - Hongrie 21-18 - Bulgarie - Algérie 23-16 |     |   |   |   |   |    |    |      |
| | Équipe | Pts | J | G | N | P | Bp | Bc | Diff |
| 1 | Yougoslavie | 6   | 3 | 3 | 0 | 0 | 81 | 47 | 34   |
| 2 | Hongrie | 4   | 3 | 2 | 0 | 1 | 67 | 46 | 21   |
| 3 | Bulgarie | 2   | 3 | 1 | 0 | 2 | 55 | 60 | -5   |
| 4 | Algérie | 0   | 3 | 0 | 0 | 3 | 38 | 88 | -50  |

## Tour principal

### Groupe 1
| \| \| Équipe \| Pts \| J \| G \| N \| P \| Bp \| Bc \| Diff \| \| - \| --------------- \| --- \| - \| - \| - \| - \| -- \| -- \| ---- \| \| 1 \| Roumanie \| 6 \| 3 \| 3 \| 0 \| 0 \| 58 \| 38 \| 20 \| \| 2 \| Pologne \| 4 \| 3 \| 2 \| 0 \| 1 \| 47 \| 43 \| 4 \| \| 3 \| Tchécoslovaquie \| 2 \| 3 \| 1 \| 0 \| 2 \| 45 \| 51 \| -6 \| \| 4 \| Danemark \| 0 \| 3 \| 0 \| 0 \| 3 \| 32 \| 50 \| -18 \| | - Tchécoslovaquie - Pologne 16-19 - Danemark - Roumanie 11-20 - Tchécoslovaquie - Roumanie 13-20 - Danemark - Pologne 9-14 |     |   |   |   |   |    |    |      |
| | Équipe | Pts | J | G | N | P | Bp | Bc | Diff |
| 1 | Roumanie | 6   | 3 | 3 | 0 | 0 | 58 | 38 | 20   |
| 2 | Pologne | 4   | 3 | 2 | 0 | 1 | 47 | 43 | 4    |
| 3 | Tchécoslovaquie | 2   | 3 | 1 | 0 | 2 | 45 | 51 | -6   |
| 4 | Danemark | 0   | 3 | 0 | 0 | 3 | 32 | 50 | -18  |

### Groupe 2
| \| \| Équipe \| Pts \| J \| G \| N \| P \| Bp \| Bc \| Diff \| \| - \| ------------------ \| --- \| - \| - \| - \| - \| -- \| -- \| ---- \| \| 1 \| Allemagne de l'Est \| 5 \| 3 \| 2 \| 1 \| 0 \| 51 \| 42 \| 9 \| \| 2 \| Yougoslavie \| 4 \| 3 \| 2 \| 0 \| 1 \| 56 \| 52 \| 4 \| \| 3 \| Union soviétique \| 3 \| 3 \| 1 \| 1 \| 1 \| 47 \| 48 \| -1 \| \| 4 \| Hongrie \| 0 \| 3 \| 0 \| 0 \| 3 \| 43 \| 55 \| -12 \| | - Allemagne de l'Est - Hongrie 17-10 - URSS - Yougoslavie 15-18 - Allemagne de l'Est - Yougoslavie 19-17 - URSS - Hongrie 17-15 |     |   |   |   |   |    |    |      |
| | Équipe | Pts | J | G | N | P | Bp | Bc | Diff |
| 1 | Allemagne de l'Est | 5   | 3 | 2 | 1 | 0 | 51 | 42 | 9    |
| 2 | Yougoslavie | 4   | 3 | 2 | 0 | 1 | 56 | 52 | 4    |
| 3 | Union soviétique | 3   | 3 | 1 | 1 | 1 | 47 | 48 | -1   |
| 4 | Hongrie | 0   | 3 | 0 | 0 | 3 | 43 | 55 | -12  |

### Poule de classement (9eà12eplaces)
| \| \| Équipe \| Pts \| J \| G \| N \| P \| Bp \| Bc \| Diff \| \| -- \| -------------------- \| --- \| - \| - \| - \| - \| -- \| -- \| ---- \| \| 9 \| Allemagne de l'Ouest \| 6 \| 3 \| 3 \| 0 \| 0 \| 72 \| 55 \| 17 \| \| 10 \| Suède \| 4 \| 3 \| 2 \| 0 \| 1 \| 67 \| 60 \| 7 \| \| 11 \| Bulgarie \| 2 \| 3 \| 1 \| 0 \| 1 \| 55 \| 65 \| -10 \| \| 12 \| Japon \| 0 \| 3 \| 0 \| 0 \| 3 \| 67 \| 81 \| -14 \| | - Allemagne - Suède 20-18 - Bulgarie - Japon 23-22 - Allemagne - Japon 30-24 - Suède - Bulgarie 21-19 - Allemagne - Bulgarie 22-13 - Suède - Japon 28-21 |     |   |   |   |   |    |    |      |
| | Équipe | Pts | J | G | N | P | Bp | Bc | Diff |
| 9 | Allemagne de l'Ouest | 6   | 3 | 3 | 0 | 0 | 72 | 55 | 17   |
| 10 | Suède | 4   | 3 | 2 | 0 | 1 | 67 | 60 | 7    |
| 11 | Bulgarie | 2   | 3 | 1 | 0 | 1 | 55 | 65 | -10  |
| 12 | Japon | 0   | 3 | 0 | 0 | 3 | 67 | 81 | -14  |

## Finales
| Match                  | Équipe 1         | Score   | Équipe 2           |
| ---------------------- | ---------------- | ------- | ------------------ |
| Finale                 | Roumanie         | 14 – 12 | Allemagne de l'Est |
| Match pour la 3e place | Yougoslavie      | 18 – 16 | Pologne            |
| Match pour la 5e place | Union soviétique | 26 – 24 | Tchécoslovaquie    |
| Match pour la 7e place | Hongrie          | 22 – 15 | Danemark           |

## Classement final
| Rang                      | Équipe               | J | G | N | P | Bp  | Bc  | Diff |  |
| ------------------------- | -------------------- | - | - | - | - | --- | --- | ---- |  |
| Médaille d'or, monde      | Roumanie             | 6 | 5 | 0 | 1 | 111 | 81  | +30  |  |
| Médaille d'argent, monde  | Allemagne de l'Est   | 6 | 4 | 1 | 1 | 129 | 86  | +43  |  |
| Médaille de bronze, monde | Yougoslavie          | 6 | 5 | 0 | 1 | 134 | 97  | +37  |  |
| 4e                        | Pologne              | 6 | 4 | 0 | 2 | 104 | 86  | +18  |  |
| 5e                        | Union soviétique     | 6 | 4 | 1 | 1 | 138 | 101 | +37  |  |
| 6e                        | Tchécoslovaquie      | 6 | 3 | 0 | 3 | 111 | 103 | +8   |  |
| 7e                        | Hongrie              | 6 | 3 | 0 | 3 | 114 | 95  | +19  |  |
| 8e                        | Danemark             | 6 | 2 | 0 | 4 | 78  | 100 | –22  |  |
|                           |                      |   |   |   |   |     |     |      |  |
| 9e                        | Allemagne de l'Ouest | 6 | 4 | 0 | 2 | 116 | 100 | +16  |  |
| 10e                       | Suède                | 6 | 3 | 0 | 3 | 111 | 113 | –2   |  |
| 11e                       | Bulgarie             | 6 | 2 | 0 | 4 | 110 | 125 | –15  |  |
| 12e                       | Japon                | 6 | 1 | 0 | 5 | 130 | 155 | –25  |  |
|                           |                      |   |   |   |   |     |     |      |  |
| 13e                       | Espagne              | 3 | 1 | 0 | 2 | 41  | 56  | –15  |  |
| 14e                       | Islande              | 3 | 0 | 0 | 3 | 48  | 66  | –18  |  |
| 15e                       | Algérie              | 3 | 0 | 0 | 3 | 38  | 88  | –50  |  |
| 16e                       | États-Unis           | 3 | 0 | 0 | 3 | 43  | 104 | –61  |  |

## Meilleurs buteurs
Les neuf meilleurs buteurs de la compétition sont :
| Rang | Joueur              | Nation               | Buts |
| ---- | ------------------- | -------------------- | ---- |
| 1    | Ștefan Birtalan     | Roumanie             | 43   |
| 2    | Yoji Satoh          | Japon                | 41   |
| 3    | Vladimir Maksimov   | Union soviétique     | 31   |
| 3    | Sergueï Aladchov    | Bulgarie             | 31   |
| 5    | Kenji Fujinaka      | Japon                | 30   |
| 6    | Reiner Ganschow     | Allemagne de l'Est   | 25   |
| 6    | Axel Kählert (de)   | Allemagne de l'Est   | 25   |
| 8    | Jerzy Klempel       | Pologne              | 24   |
| 8    | Klaus Westebbe (de) | Allemagne de l'Ouest | 24   |

## Effectif des équipes sur le podium

### Champion du monde:Roumanie
- Alexandru Dincă
- Cornel Penu
- Liviu Bota
- Dan Marin
- Mircea Grabovski
- Gabriel Kicsid
- Mircea Ștef
- Constantin Tudosie
- Ștefan Orban
- Ștefan Birtalan
- Adrian Cosma
- Cristian Gațu
- Roland Gunesch
- Ghiță Licu
- Werner Stöckl
- Radu Voina

Entraîneurs
- Niculae Nedeff
- Oprea Vlase

### Vice-champion du monde:Allemagne de l'Est
- Siegfried Voigt
- Klaus Weiß
- Wieland Schmidt
- Reiner Ganschow
- Peter Rost
- Wolf-Dietrich Neiling
- Wolfgang Böhme
- Wolfgang Lakenmacher
- Hans Engel
- Joachim Pietzsch
- Josef Rose
- Axel Kählert
- Jürgen Hildebrandt
- Jürgen Rost
- Lothar Doering
- Dietmar Schmidt

Entraîneur
- Heinz Seiler

### Troisième place:Yougoslavie
- Abas Arslanagić
- Željko Nimš
- Čedomir Bugarski
- Petar Fajfrić
- Hrvoje Horvat
- Đorđe Lavrnić
- Milan Lazarević
- Zdravko Miljak
- Slobodan Mišković
- Radisav Pavićević
- Bogosav Perić
- Branislav Pokrajac
- Nebojša Popović
- Zdravko Rađenović
- Zvonimir Serdarušić
- Zdenko Zorko

Entraîneur
- Ivan Snoj